# FTP-Welt
FTP-Welt (FTP angelehnt an: File Transfer Protocol) war ein im Juni 2003 gegründetes deutsches Internetportal. Zweck dieses bis dahin größten deutschen Raubkopierer-Netzwerks war der kommerzielle Vertrieb vor allem von Filmen, Musik, Computerspielen und Warez. Weil den Betreibern die Einwilligung der Rechtsinhaber fehlte, ging www.ftpwelt.com nach mehreren Hausdurchsuchungen am 16. September 2004 vom Netz. Die Ermittlungen gegen zwei Brüder als Betreiber (damals 20 und 30 Jahre alt), ihren Webprogrammierer (damals 19) und ihren Buchhalter und Rechtsanwalt Bernhard Syndikus im laut Staatsanwaltschaft „bisher umfangreichsten Verfahrens wegen des Vertriebs von Raubkopien im Internet“ führten zu Bewährungs- und Geldstrafen.

## Geschichte
FTP-Welt entstand in einer Zeit, als die ersten Internet-Tauschbörsen einen Höhepunkt hatten. Ab 2003 gerieten mit einer Novelle des Urheberrechtsgesetzes die Betreiber und Benutzer von Tauschbörsen ins Visier der Ermittlungsbehörden. Im Fall von FTP-Welt kamen die Hinweise an die Staatsanwaltschaft von der Gesellschaft zur Verfolgung von Urheberrechtsverletzungen (GVU), die vom „vermutlich weltweit größten Schlag“ gegen kommerzielle Anbieter von Raubkopien sprach.
Die Betreiber von FTP-Welt warben 2004 für ihren Dienst mit dieser Ansage:
„Laden Sie noch mit eMule, Kazaa, Bittorrent oder sogar noch mit eDonkey? Dann kennen Sie das leidige Thema mit der Download Geschwindigkeit. [...] 2 oder 3 Tage und länger für einen Film? Das war die Vergangenheit, denn jetzt gibt es endlich eine Möglichkeit in einer atemberaubenden Geschwindigkeit (max. 2300kbit/s) die neusten Filme (Kino, (S)VCD, XXX), PC-Spiele, PC-Programmen, Musik (Alben-Sample, Aktuelle Top 100 etc.), eBooks Direkt auf Ihren Rechner zu Hause zu laden. Das ist FTPWelt.com immer TOP aktuell und schneller als JEDE andere Seite.“
Die Server des Portals wurden u. a. in den Niederlanden, Tschechien und Estland gehostet,  um sie dem deutschen Rechtszugriff zu entziehen. Ein eigens entwickeltes Einwahlprogramm täuschte sogar interkontinentale Verbindungen vor. Insgesamt wurden durch das bis dahin größte deutsche Raubkopie-Netzwerk rund eine Million Umsatz realisiert. Die entscheidenden Hinweise für die Razzien stammten von einem Hacker, der sich den Zugangscode verschafft hatte und anschließend den E-Mail-Verkehr des Portals sowie dessen Kundendatei der Gesellschaft zur Verfolgung von Urheberrechtsverletzungen (GVU) zur Verfügung stellte. Rund 120 Beamte waren im Einsatz, als am frühen Nachmittag des 16. September 2004 Durchsuchungen an mehreren Orten in den Bundesländern Thüringen, Bayern und Hessen stattfanden. Noch einen Tag nach den Festnahmen war das Portal erreichbar, da die Festgenommenen zunächst die Zugangsdaten zu einem Server in Lettland nicht bekannt gegeben hatten. Der Dienst war im Juni 2003 unter einer Postfachadresse auf den Britischen Jungferninseln registriert worden. Die GVU beklagte Schäden im zweistelligen Millionenbereich, zum Teil seien Filme bereits zwei Tage vor ihrer Deutschlandpremiere angeboten worden.
Um die Mediendaten zum Download zur Verfügung gestellt bekommen, mussten die Kunden zahlen: Für rund 15 Euro ließen sich zwei bis drei Filme herunterladen, gegen dreistellige monatliche Eurobeträge war eine Flatrate verfügbar. Die Staatsanwaltschaft Mühlhausen/Thüringen ermittelte nach Schließung des Portals gegen Tausende solcher Kunden. Insgesamt hatte das Portal 45.000 registrierte Kunden, unter denen sich 17.500 zahlende Kunden befanden. Die meisten von ihnen zahlten ihre Rechnungen per Kreditkarte, alternativ hatte FTP-Welt auch die Bezahlung per Telefonrechnung angeboten. Zur Ermittlung der Personalien von über 15.000 Kunden schrieb das Landeskriminalamt Thüringen bundesweit 1.009 Banken an. Unmittelbar nach der Verhaftung der Betreiber von FTP-Welt meldeten sich die ersten Nutzer des Service telefonisch bei den Strafverfolgungsbehörden, teilweise kam es zu sofortigen Selbstanzeigen.
Im Dezember 2005 begann das Verfahren gegen die vier Beschuldigten, Mitte Februar 2007 fand der Strafprozess, den die Staatsanwaltschaft als „das bisher umfangreichste Verfahren wegen des Vertriebs von Raubkopien im Internet“ bezeichnete, seinen Abschluss. Der Ausgang des Verfahrens war von Strafrechtsexperten mit Spannung erwartet worden, denn nie zuvor wurde auf deutschem Boden in solch großem Stil mit Raubkopien Geld verdient. Bernhard Syndikus kam mit zehn Monaten Freiheitsentzug auf Bewährung sowie Zahlung von 90.000 € am Mildesten davon, auch die beiden Betreiber erhielten Bewährungs- und Geldstrafen. Das Verfahren gegen den Vierten war bereits am ersten Verhandlungstag gegen Zahlung einer Geldstrafe eingestellt worden. Das Gericht hatte Geständnisse der Täter als strafmildernd gewertet. Der von den Tätern erwirtschaftete Umsatz war fast komplett abgeschöpft worden.
Kein Zweifel bestand an der Schuld der Verurteilten, jedoch gab es im Nachgang auch Kritik an der Staatsanwaltschaft. Statt proaktiv zu handeln, habe sie sich auf Kosten der Steuerzahler von der GVU als Lobby der Film- und Softwareindustrie treiben lassen. Die GVU rühmte sich auch im Zusammenhang mit dem durch FTP-Welt ausgelösten Verfahren mit mehreren Tausend Hausdurchsuchungen und 450.000 beschlagnahmten Raubkopien.
Bereits im Vorfeld der Verurteilung war die mit großem Aufwand von der GVU durchgeführte Kampagne „Raubkopierer sind Verbrecher“ kritisiert worden, in dessen Rahmen beispielsweise Kinospots mit Raubkopierern hinter Gittern gezeigt wurden, während die Hauptbeschuldigten bereits nach wenigen Tagen Untersuchungshaft wieder auf freiem Fuß waren.